# Maxi Oliva
Maxi Oliva est un joueur de rink hockey argentin originaire de San Juan, né le 23 juin 1982. Il évoluait au sein du club de Quévert.

## Parcours sportif
Il arrive dans le championnat français en 2011 où il intègre le HC Quévert. Il y restera jusqu'à son départ de la France, pour retourner en Argentine à la fin de la saison 2015. Il était alors considéré comme le meilleur joueur, par son entraineur, d'une équipe venant de réussir le doublé championnat-coupe.

### Palmarès
En 2011, il est finaliste de la coupe du Portugal avec Candelária.
Il remporte le championnat de France à trois reprises en 2012, 2014 et 2015 avec Quévert, puis en 2017 avec La Vendéenne.

En 2013, il obtient sa première Coupe de France avec le club de Quévert puis une seconde en 2015.